# Cyril Dessel
Cyril Dessel (Rive-de-Gier, 1974. november 29. –) francia profi kerékpáros. 2011-ben visszavonult a versenyzéstől.

## Eredményei
1999
3. - Saint-Symphorien sur Coise
10., összetettben - Tour de l'Ain
2000
1. - GP Ostenfester
8. - Giro del Lago Maggiore
2002
3. - GP d'Ouverture La Marseillaise
2003
9., összetettben - Critérium du Dauphiné Libéré
9., Francia országúti bajnokság - Időfutam-bajnokság
2004
2., Francia országúti bajnokság - Mezőnyverseny
7. - Trofeo Calvia
8. - Eneco Ronde van Nederland
2006
1. - Marquette-lez-Lille
1., összetettben - Tour de l'Ain
1., 1. szakasz
1., összetettben - Tour Méditerranéen
1., 4. szakasz
6., összetettben - Tour de France
A 10. szakasz után 1 napig viselte a sárga trikót. 
2008
1., 16. szakasz - Tour de France
1., 3. szakasz - Volta a Catalunya
1. - Lisieux Criterium
6., összetettben - Critérium du Dauphiné Libéré
1., 4. szakasz
9., összetettben - 4 Jours de Dunkerque
1., 5. szakasz
2010
8. - Trofeo Laigueglia

## Grand Tour eredményei
| Grand Tour | 2000 | 2001 | 2002 | 2003    | 2004 | 2005 | 2006    | 2007    | 2008 | 2009    | 2010 | 2011 |
| ---------- | ---- | ---- | ---- | ------- | ---- | ---- | ------- | ------- | ---- | ------- | ---- | ---- |
| Giro       | -    | -    | -    | -       | -    | -    | -       | -       | -    | -       | -    | 99.  |
| Tour       | -    | -    | 113. | -       | -    | -    | 6.      | feladta | 28.  | feladta | -    | -    |
| Vuelta     | 99.  | -    | -    | feladta | -    | -    | feladta | -       | -    | -       | -    |      |